# Ludwig Becker (Gewerkschafter)
Ludwig Becker (* 25. Oktober 1892 in Schwäbisch Gmünd; † 4. April 1974 in Stuttgart-Bad Cannstatt) war ein kommunistischer Politiker, Gewerkschafter und Widerstandskämpfer.

## Leben

### In der Arbeiterbewegung
Becker wuchs in Schwäbisch Gmünd auf und lernte den Beruf eines Goldschmieds. Sein Vater, der denselben Beruf hatte, war Sozialist. Nach der Lehre ging Ludwig Becker auf Wanderschaft, kam so mit der Arbeiterbewegung in Berührung. 1907 wurde er Mitglied im Deutschen Metallarbeiterverband (DMV) und im Verein „Freie sozialistische Jugend“. 1910 trat er der Sozialdemokratischen Partei Deutschlands bei. Ein Jahr später ging er nach Stuttgart und wurde von dort zur SPD-Parteischule nach Berlin delegiert, dort lehrte Rosa Luxemburg.
Als Kriegsgegner gehörte er in Stuttgart zum linken Westmeyer-Flügel. Er musste von 1913 bis 1918 als Soldat dienen und nahm am Ersten Weltkrieg teil.
Becker gehörte ab 1914 zu den Kritikern der Burgfriedenspolitik der SPD. Er schloss sich später dem Spartakusbund an und war 1918 Mitglied des Arbeiter- und Soldatenrates.

### In KPD und KPD-O
Becker war aktiv in der KPD seit ihrer Gründung. Bis 1922 arbeitete er als Goldschmied. Im Jahr 1923 war er Delegierter des 8. Parteitages der KPD. Anfang 1924 wurde er verhaftet und am 27. September zu eineinhalb Jahren Gefängnis verurteilt. Er wurde jedoch frühzeitig aus der Haft entlassen, da er im Mai 1924 in den württembergischen Landtag gewählt wurde. Ab Juli 1925 arbeitete er hauptamtlich als Sekretär der KPD in Stuttgart. 1928 wurde er erneut Abgeordneter.
Ludwig Becker erhob Kritik an der stalinistischen Wende der KPD; er opponierte gegen die RGO-Politik und Sozialfaschismusthese, weswegen er 1929 aus der Partei ausgeschlossen wurde. Er trat der KPD-O bei und blieb bis 1932 zusammen mit Max Hammer württembergischer Landtagsabgeordneter. Ab Dezember 1930 bis 1933 arbeitete er als Bevollmächtigter des DMV in der Uhrenstadt Schwenningen, gleichzeitig war er Redakteur des Aufstieg und Mitglied der Naturfreunde.

### Häftling im KZ Buchenwald
Zur Zeit des Nationalsozialismus arbeitete er von 1933 bis 1938 wieder in einem Metallbetrieb und wurde 1939 verhaftet und danach inhaftiert – zunächst auf dem Asperg und danach im KZ Buchenwald. Dort war er bis 1945 in der illegalen politischen und militärischen Organisation tätig. Er arbeitete dort eng mit den inhaftierten Genossen der KPD-O zusammen: Willi Bleicher, Eugen Ochs und Robert Siewert.

### Wiederaufbau
Nach der Befreiung vom Nationalsozialismus arbeitete er mit am Wiederaufbau der KPD und der IG Metall. Einige Monate hatte er das Amt eines stellvertretenden Bürgermeisters in Schwenningen inne und war KPD-Abgeordneter in Landtag Südwürttemberg-Hohenzollern. Dann wurde er Leiter der IG Metall in diesem Land. 1956 folgte sein Ausschluss aus der KPD, weil er den Parteibeschluss (These 37) ablehnte. In der Zeit von 1953 bis 1959 war er Bezirksleiter der IG Metall in Württemberg-Baden, später Baden-Württemberg, in Stuttgart. Am 4. April 1974 ist Ludwig Becker in Stuttgart-Bad Cannstatt in verstorben.